# Село имени Шаумяна

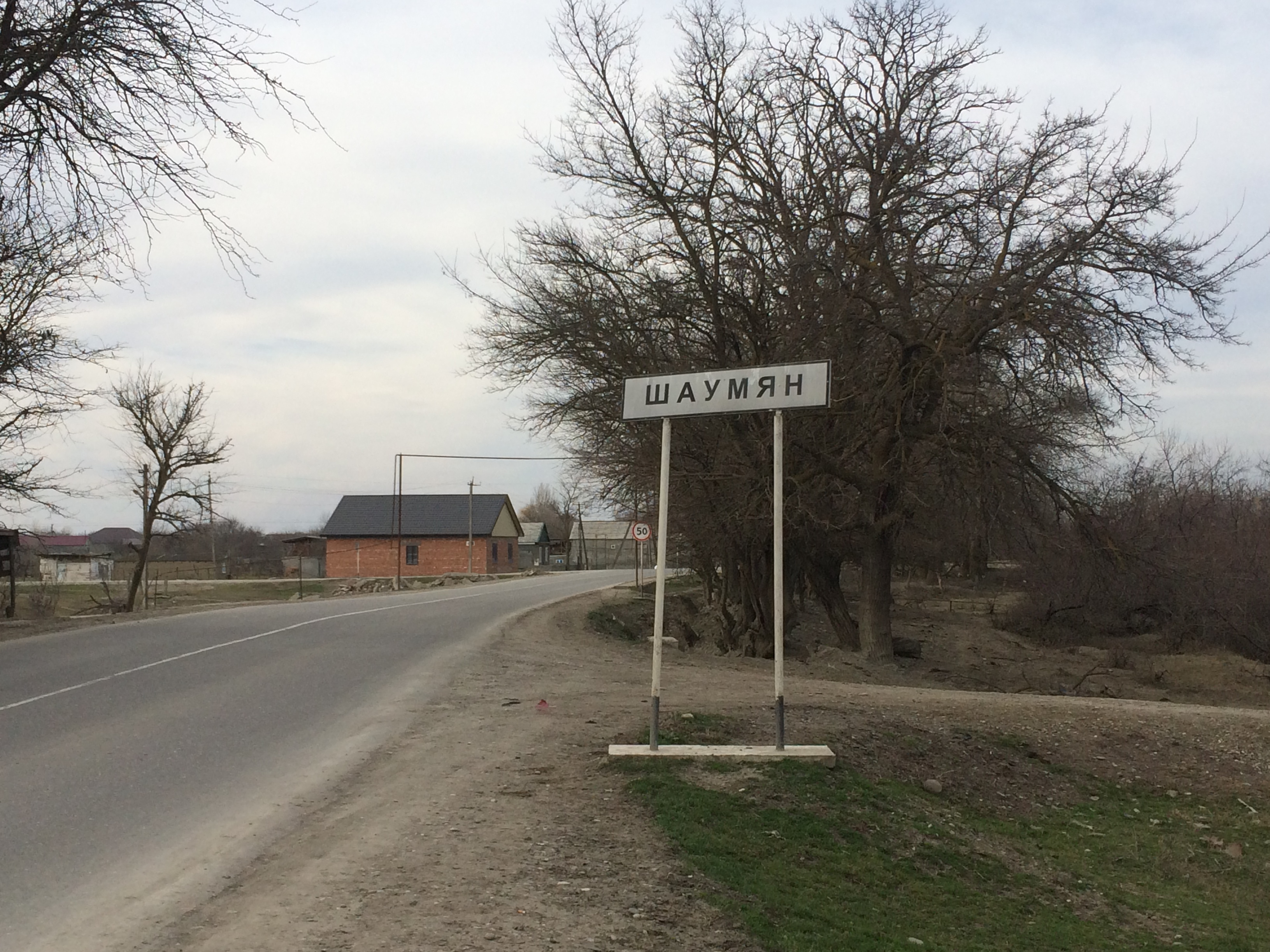
Село имени Шаумяна

Имени Шаумяна — село в Кизлярском районе Дагестана. Входит в состав Красноармейского сельсовета. Своё название получило в честь большевика, одного из 26 бакинских комиссаров — Степана Шаумяна.

## Географическое положение
Населённый пункт расположено к югу от канала Кизляр-Каспий, в 1,5 км к северо-западу от города Кизляр. 
Граничит на юго-западе с селом Красный Восход, на юге — с селом имени Жданова и городом Кизляр, на востоке — с посёлком Имени Кирова, на северо-востоке — с селом Вперед, на севере — с селом Первокизлярское.

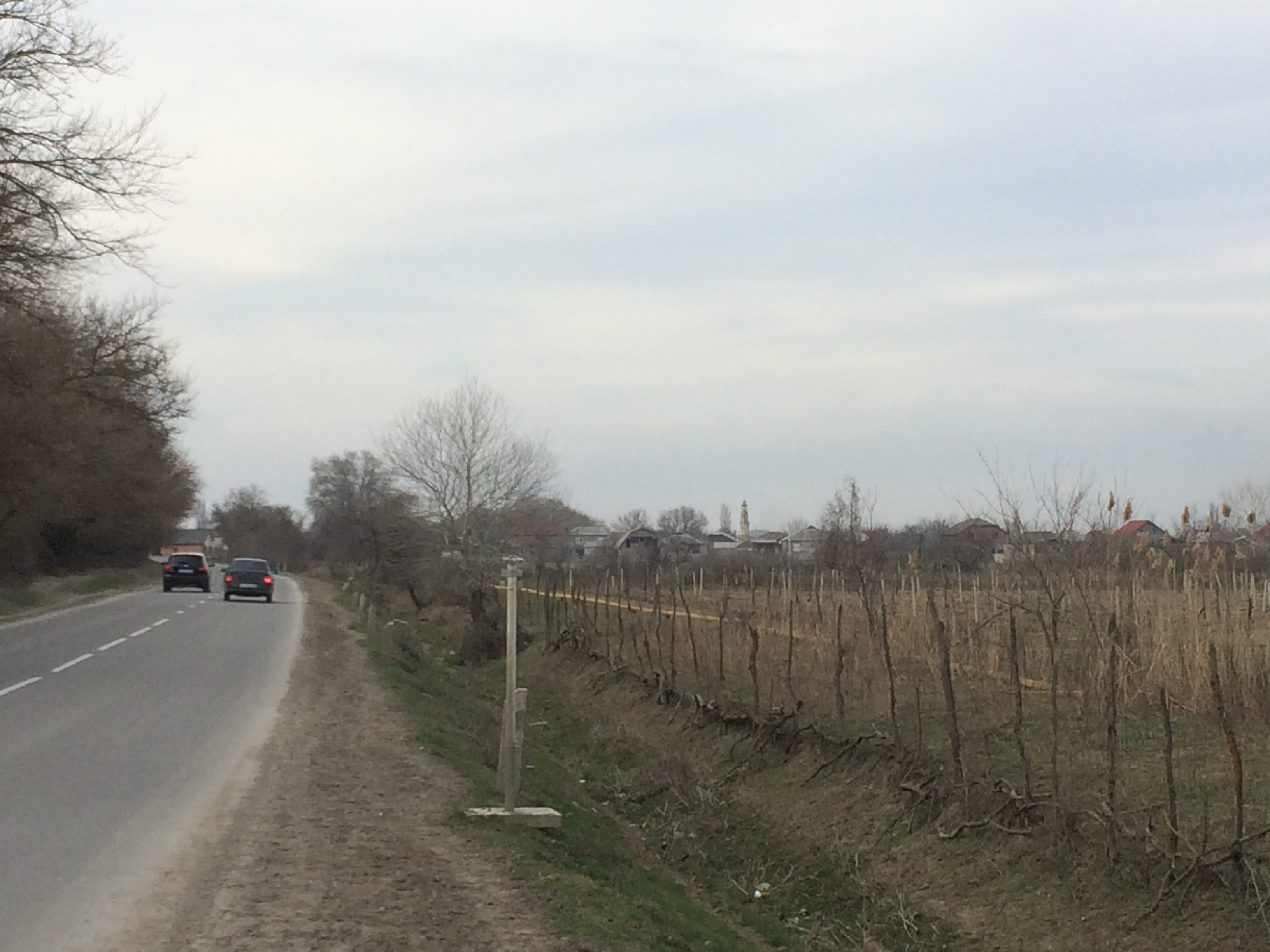
Село Шаумян

## Население
| 1970 | 1989 | 2002  | 2010  | 2021  |
| ---- | ---- | ----- | ----- | ----- |
| 212  | ↗599 | ↗1016 | ↗1204 | ↗1451 |

Национальный состав
По данным Всероссийской переписи населения 2010 года:
| № | Национальность | Численность, чел. | Доля   |
| - | -------------- | ----------------- | ------ |
| 1 | аварцы         | 780               | 64,8 % |
| 2 | лакцы          | 291               | 24,2 % |
| 3 | рутульцы       | 83                | 6,9 %  |
| 4 | русские        | 26                | 2,1 %  |
| 5 | другие         | 24                | 2,0 %  |

По данным Всероссийской переписи населения 2010 года, в селе проживало 1204 человека (589 мужчин и 615 женщин). 